# Photographie électrique à distance
Pour plus de détails, voir Fiche technique et Distribution.
Photographie électrique à distance est un film muet de Georges Méliès sorti en 1908.

## Synopsis
Dans un atelier dont le plafond est une verrière, un inventeur est entouré des dispositifs mécaniques d'une machine compliquée. Les domestiques de l'inventeur font entrer une dame et un monsieur bien habillés. L'inventeur les accueille et commence à leur montrer son invention. Mettant la machine en marche, il déroule un grand écran et place une petite image des Trois Grâces sur une chaise. Grâce à la machine, les Grâces sont projetées à taille réelle sur l'écran où elles prennent brièvement vie avant de disparaître. Ensuite, l'inventeur et son équipe donnent une autre démonstration en projetant un modèle en costume grec. Comme précédemment, l'image projetée prend sa propre vie, saluant le visiteur.
Les visiteurs indiquent qu'ils sont prêts à être photographié par le processus sans fil, et la dame prend place devant l'appareil photographique. Sa tête apparaît de près, projetée sur l'écran; la tête projetée fait des visages grotesques, y compris un sourire presque sans dents et un air renfrogné. La femme s'évanouit sous le choc et doit être ranimée avec des sels. L'inventeur, en présentant des excuses, amène le gentleman client à la place de son épouse mais il s'en sort encore plus mal: son portrait projeté le montre comme une créature poilue ressemblant à un singe, mangeant de manière maniaque. En colère, le monsieur court dans la pièce, essayant de détruire la machine, mais il est électrocuté en touchant l'un des appareils et ses cheveux se hérissent. Il se précipite vers sa compagne, dont les vêtements de dessus se sont déchirés quand elle se tenait trop près d'un autre appareil, la laissant en chemise et jupons. Les deux clients quittent le studio en rage, tandis que l'inventeur et ses serviteurs éclatent de rire.

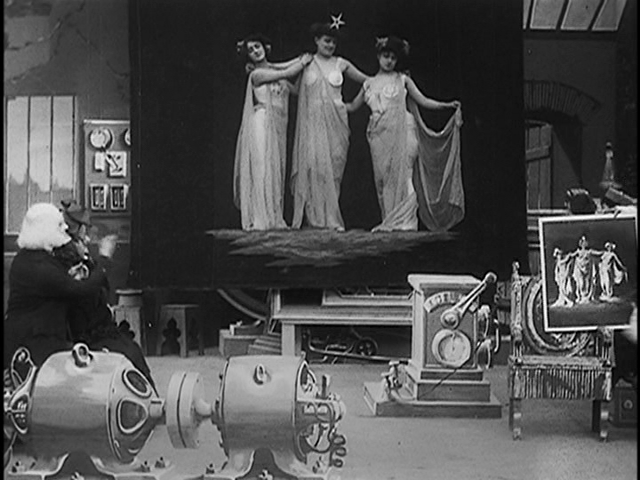
Les trois grâces apparaissant devant l'écran noir de l'inventeur.

## Distribution
- Fernande Albany
- Georges Méliès